# Élections régionales de 1993 à Hambourg
Les élections régionales de 1993 à Hambourg se sont tenues le 19 septembre 1993 pour élire les membres de la 15e législature du Bürgerschaft de Hambourg après la Seconde Guerre mondiale dans l'État allemand de Hambourg,. Elles font suite aux élections de 1991 (de) et sont suivies par celles de 1997 (en). Les deux partis ayant remporté le plus de sièges sont le Parti social-démocrate et l'Union chrétienne-démocrate qui ont remporté respectivement 47,9 % et 29,7 % des sièges du parlement.

## Résultats
| Parti | Parti                            | % du vote | Sièges |
| ----- | -------------------------------- | --------- | ------ |
|       | Parti social-démocrate (SPD)     | 40,4      | 58     |
|       | Union chrétienne-démocrate (CDU) | 21,5      | 36     |
|       | Parti vert/GAL                   | 13,5      | 19     |
|       | STATT (en)                       | 5,6       | 8      |
|       | Les Républicains (REP)           | 4,8       | 0      |
|       | Parti libéral-démocrate (FDP)    | 4,2       | 0      |
|       | Union populaire allemande (DVU)  | 2,8       | 0      |
|       | Les Gris (en) (Graue)            | 1,6       | 0      |